# Ariel (satelita)

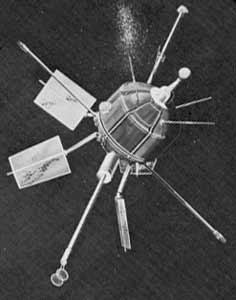
Sztuczny satelita Ariel 1

Ariel – seria sześciu brytyjskich satelitów naukowych. Dwa pierwsze były zbudowane przez amerykańską NASA, a wyposażone w brytyjskie przyrządy naukowe. W skład serii wchodziły statki:
- Ariel 1 – wystrzelony 26 kwietnia 1962
- Ariel 2 – wystrzelony 27 marca 1964
- Ariel 3 – wystrzelony 5 maja 1967
- Ariel 4 – wystrzelony 11 grudnia 1971
- Ariel 5 – wystrzelony 15 października 1974
- Ariel 6 – wystrzelony 2 czerwca 1979

## Nazwa
Początkowo Ariel 1 nosił oznaczenie UK 1 (od ang. United Kingdom). Misję nazwano Ariel w lutym 1962 z inicjatywy brytyjskiego ministerstwa nauki. Słowo Ariel pochodzi od imienia ducha powietrza z komedii Szekspira, pt. Burza (Tempest).